# Сентер (Небраска)
Сентер (енгл. Center) град је у америчкој савезној држави Небраска.

## Демографија
По попису из 2010. године број становника је 94, што је 4 (4,4%) становника више него 2000. године.
| Група             | 2000.      | 2010.      |
| Белци             | 82 (91,1%) | 78 (83,0%) |
| Афроамериканци    | 0 (0,0%)   | 0 (0,0%)   |
| Азијати           | 0 (0,0%)   | 0 (0,0%)   |
| Хиспаноамериканци | 8 (8,9%)   | 6 (6,4%)   |
| Укупно            | 90         | 94         |